# Vespinae
La sottofamiglia Vespinae contiene la maggior parte delle vespe sociali, incluso i veri calabroni (il genere Vespa) e i generi Dolichovespula e Vespula.
Fa parte di questa sottofamiglia inoltre il genere Provespa un piccolo e poco noto gruppo di vespe notturne dell'Asia sud-orientale.
Elementi del gruppo si ritrovano in tutti i continenti ad eccezione dell'Antartide.

## Sistematica
Generi compresi nella sottofamiglia Vespinae:
- Dolichovespula Rohwer, 1916
- Provespa
- Vespa Linnaeus, 1758
- Vespula Thomson, 1869
- Palaeovespa